# Nikolaos Stratos

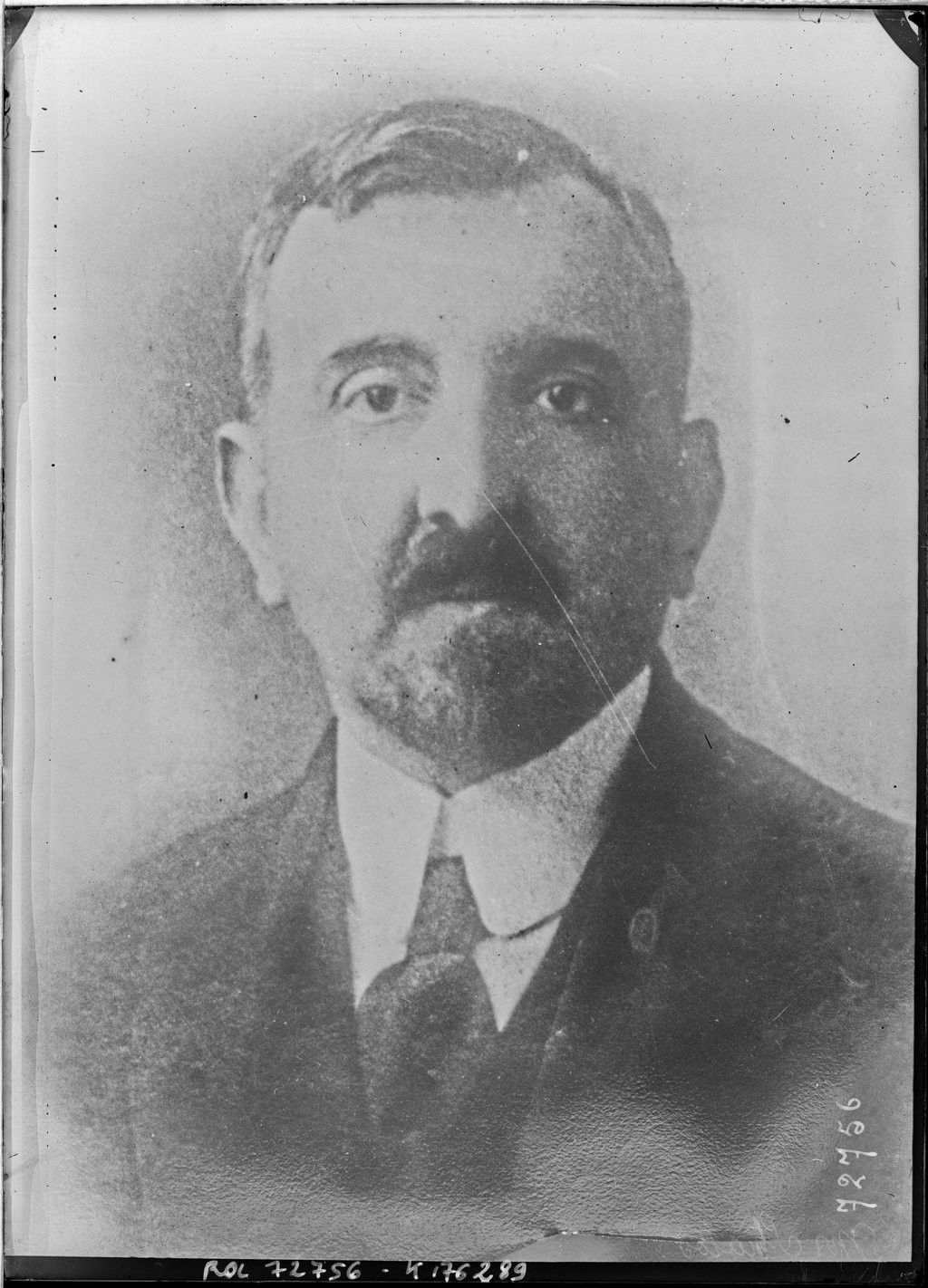

Nikolaos Stratos (en griego: Νικόλαος Στράτος) (1872-1922) era un hombre político griego. Fue primer ministro de Grecia durante algunos días en mayo de 1922.

## Carrera política
Nacido en Loutro, Etolia-Acarnania, Stratos fue elegido por primera vez al Parlamento Helénico en 1902. Fue elegido Ministro del Interior en 1909 bajo el gobierno de Kiriakulis Mavromichalis  luego que la Liga Militar tomara el poder. En 1911, Stratos fue elegido Presidente del Parlamento.

## Juicio y Ejecución
Luego, en 1922, Stratos, junto con Gounaris, Protopapadakis y otros fueron enjuiciados y declarados convictos por la derrota en la Guerra Greco-Turca, conocido como El Juicio de los 6. Stratos fue ejecutado en Goudi el 15 de noviembre de 1922.
- Datos: Q375380